# ワシントン郡 (アラバマ州)
ワシントン郡（ワシントンぐん、英: Washington County）は、アメリカ合衆国アラバマ州の南西部に位置する郡である。2010年国勢調査での人口は17,581人であり、2000年の18,097人から2.9%減少した。郡庁所在地はチャトム市（人口1,288人）であり、同郡で人口最大の都市でもある。郡名は初代アメリカ合衆国大統領ジョージ・ワシントンに因んで名付けられた。基本的にアルコール飲料の販売が禁止されている「ドライ郡」（禁酒郡）である。

## 歴史
ワシントン郡となった地域には昔から先住民族が住んでいた。ヨーロッパ系交易業者入ってきたときにはチョクトー族インディアン、後にはクリーク族が住んでおり、彼等は侵入してくるヨーロッパ系開拓者によってジョージア州から南西に追い出されていた。
ヨーロッパ系アメリカ人開拓者が、1800年6月4日のミシシッピ準州知事ウィンスロップ・サージェントの宣言により、トンビッグビー地区にワシントン郡を組織化した。アラバマ州では最古の郡であり、大半はアメリカ独立戦争の後でアメリカ合衆国南東部から西に移動してきた人々によって開拓された。郡内にはアラバマ準州最初の州都であるセントスティーブンスがある。またアーロン・バーが反逆罪の訴追から逃れているときの1807年に、郡内ウェークフィールドで捕まった。
1830年代、チョクトー族とクリーク族の大半はミシシッピ川の西にあるインディアン準州に強制移住させられたが、中にはこの地域に残ることを選択した者もおり、州民となった。白人が、黒人として分類される「その他全て」の有色人と白人の二元文化を押しつける中で、インディアンはその文化を維持するために闘った。1979年、チョクトー族インディアンMOWAバンドをアラバマ州が認知した。この人々はモービル郡とワシントン郡の郡境地域に集中している。
南北戦争の1863年、成人男性の4分の3以上が南軍に従軍していた。当時、ある子供の集団が故郷の民兵隊として奉仕できるよう、アメリカ連合国政府に徴兵を行わないよう請願した。この請願では男性が可能性ある奴隷放棄にたいして守る必要があると訴えていた。郡内には数多くの奴隷を抱える多くのプランテーションがあった。
ワシントン郡は1979年のハリケーン・フレデリックで被害を受けたときに、災害被災地域を宣言された。

## 地理
アメリカ合衆国国勢調査局に拠れば、郡域全面積は1,082.31平方マイル (2,803.2 km2)であり、このうち陸地1,080.66平方マイル (2,798.9 km2)、水域は7.89平方マイル (20.4 km2)で水域率は0.72%である。トンビッグビー川が郡の東側郡境になっている。

### 主要高規格道路
- アメリカ国道43号線
- アメリカ国道45号線
- アラバマ州道17号線
- アラバマ州道56号線

### 隣接する郡
- チョクトー郡 - 北
- クラーク郡 - 東
- ボールドウィン郡 - 南東
- モービル郡 - 南
- グリーン郡 (ミシシッピ州) - 南西
- ウェイン郡 (ミシシッピ州) - 北西

## 人口動態
以下は2000年の国勢調査による人口統計データである。
| 基礎データ - 人口: 18,097人 - 世帯数: 6,705世帯 - 家族数: 5,042 家族 - 人口密度: 6人/km2（17人/mi2） - 住居数: 8,123軒 - 住居密度: 3軒/km2（8軒/mi2） 人種別人口構成（ ）内は2010年データ - 白人: 64.98% (65.5%) - アフリカン・アメリカン: 26.89% (24.9%) - ネイティブ・アメリカン: 7.12% (8.0%) - アジア人: 0.06% (0.1%) - 太平洋諸島系: 0.03% (0.0%) - その他の人種: 0.05% - 混血: 0.87% (1.2%) - ヒスパニック・ラテン系: 0.88% (0.9%) | 年齢別人口構成 - 18歳未満: 28.7% - 18-24歳: 8.6% - 25-44歳: 27.4% - 45-64歳: 22.9% - 65歳以上: 12.4% - 年齢の中央値: 35歳 - 性比（女性100人あたり男性の人口） - 総人口: 96.1 - 18歳以上: 91.1 世帯と家族（対世帯数） - 18歳未満の子供がいる: 37.9% - 結婚・同居している夫婦: 59.1% - 未婚・離婚・死別女性が世帯主: 12.5% - 非家族世帯: 24.8% - 単身世帯: 22.8% - 65歳以上の老人1人暮らし: 10.1% - 平均構成人数 - 世帯: 2.69人 - 家族: 3.17人 | 収入と家計 - 収入の中央値 - 世帯: 30,815米ドル - 家族: 37,881米ドル - 性別 - 男性: 35,237米ドル - 女性: 18,337米ドル - 人口1人あたり収入: 14,081米ドル - 貧困線以下 - 対人口: 18.5% - 対家族数: 14.8% - 18歳未満: 21.5% - 65歳以上: 22.7% |

## 都市と町

### 都市
- チャトム - 郡庁所在地
- マッキントッシュ
- ミルリー

### 町
- ディアパーク
- フルートデール
- ホブソン
- レロイ
- セントスティーブンス
- ティビー
- ビネガーベンド

### 未編入の町
- ウェーガービル

## 教育
ワシントン郡教育学区には次の学校が入っている。
- チャトム小学校
- フルートデール高校
- レロイ高校
- マッキントッシュ小学校
- マッキントッシュ高校
- ワシントン郡高校
- 職業訓練センター
- ミルリー高校

## 見どころ
郡内にはアメリカ合衆国国家歴史登録財に指定される3つの建物がある。マッキントッシュ市のアンドリューズ礼拝堂、セントスティーブンスにある元ワシントン郡庁舎と旧セントスティーブンス史跡である。ワシントン郡博物館がチャトム市にある。